# Two Great Sheep
Two Great Sheep (chinesisch 好大一对羊, Pinyin Hǎo Dà Yī Duì Yáng) ist ein chinesischer Film des Regisseurs Liu Hao aus dem Jahr 2004.

## Handlung
Der Film spielt in einem kleinen Dorf in Yunnan. Für ein Entwicklungsprojekt in der armen Bergregion werden zwei seltene ausländische Schafe ins Dorf gebracht. Mit der Zucht der kostbaren Tiere soll in Zukunft Geld verdient werden.
Die Schafe vom Vize-Provinzgouverneur Liu ins Dorf gebracht und werden dem Bauern Zhao Deshan, einem der ärmsten des Dorfes, anvertraut. Da er nun das Kapital des Dorfes verwaltet, steigt er in der Hierarchie des Dorfes auf; Bewohner, die ihn früher gemieden haben, kommen nun zu ihm. Auch der Dorfvorsitzende ist ihm gegenüber freundlich und stellt ihm unter anderem Material für den Bau eines Stalls zur Verfügung.
Deshan, der sich mit seiner Frau aufopferungsvoll um die Tiere kümmert, fehlt jedoch die nötige Kenntnis über die Zucht dieser Sorte Schaf. So gibt er ihnen gebratene Nudeln zum Fressen, da sie das Gras der kargen Landschaft verweigern. Um den Hunger der Schafe zu stillen, reist er in die Stadt, um von dort Lebensmittel für die Schafe zu besorgen sowie in andere Bergtäler, woher er ein wenig Gras besorgen kann. Schließlich nimmt er die Schafe sogar zu sich in die Wohnung, um ihnen Schutz vor der kalten Witterung zu gewähren.
Nach einiger Zeit werden die Schafe schwanger, allerdings werden sie von Liu wieder aus dem Dorf geholt. Daraufhin machen sich Deshan und seine Frau auf, um die liebgewonnenen Schafe zurückzuholen. In der letzten Szene werden sie beim Klauen der Tiere beobachtet, es wird jedoch nichts unternommen, sie aufzuhalten.

## Produktion und Zensur
Das Drehbuch, das auf dem Roman von Xie Tianmin basiert, wurde zunächst von der chinesischen Filmaufsicht nicht beanstandet, der Film wurde von der Pekinger Filmakademie gefördert. Im Förderungsvertrag war eine Ausstrahlung im Fernsehen zwei Jahre später festgeschrieben.
Die Produktionsfirma schaffte es jedoch nicht, den Film innerhalb der zwei Jahre ins Kino zu bringen, so dass der Film zuerst nach zwei Jahren im chinesischen Staatsfernsehen CCTV gezeigt wurde. Nach dieser Ausstrahlung setzen Parteikader aus Yunnan durch, dass der Film erneut von Zensoren begutachtet wurde, die daraufhin verboten, den Film erneut auszustrahlen oder in Kinos zu zeigen. In Europa und Amerika lief der Film auf einigen Filmfestivals, unter anderem auf dem Toronto International Film Festival.

## Kritiken
In einer der wenigen vorliegenden Kritiken wird der Film als "gut beobachtete, warme und menschliche Satire des ländlichen Lebens in einer von Armut gekennzeichneten Gemeinschaft" in China" gelobt.
Der Filmkritiker Stephen Holden von der New York Times meint, der Film kann entweder als „erbauliche Geschichte über Teamwork und Gemeinschaftsgeist“ oder als „Verulkung des angstmachenden bildenden Gehorsams gegenüber den Autoritäten“ verstehen.